# Sparks Haarlem
Honk- en Softbalvereniging Sparks Haarlem is een Nederlandse honk-  en softbalvereniging uit Haarlem.
De club ontstond in 1991 na de fusie tussen HHC en SC Haarlem als "Sparks", in 2001 ging de club verder als "Sparks Haarlem". De thuiswedstrijden worden op het "Noordersportpark" gespeeld.

## Honkbal
De fusiepartners werden beide landskampioen toen de hoogste honkbaldivisie nog de "Eerste klasse" was genaamd. SC Haarlem zegevierde vijf keer (1929, 1930, 1934, 1940 en 1941) en HHC eenmaal (1936).
Als Sparks Haarlem speelt het anno 2021 in de "eerste klasse" op het 2e niveau.

## Softbal
De vrouwen van de softbalafdeling van de club is een van de succesvolste softbalteams van het land. Het eerste team speelt sinds de oprichting van de hoofdklasse in 1966 onafgebroken in deze competitie. Van 1966-1990 was dit het team van voorganger "HHC".
Al voor de start van de hoofdklasse was HHC negenmaal landskampioen geworden. In 1952 werden ze de eerste landskampioen softbal en in 1953, 1954, 1956, 1957, 1958, 1962, 1963 en 1965 volgden de andere acht. In de hoofdklasse werd nog driemaal (1970, 1973 en 1978) de titel behaald.
Als Sparks werd in 1996 de eerste titel behaald, als Sparks Haarlem werden er in 2001, 2002, 2004, 2005, 2006, 2010, 2011, 2014, 2015 en 2016 tien aan toegevoegd.
In 1979 won HHC de Europa Cup I ("European Cup", voor landskampioenen). In 2003, 2004, 2012 en 2016 (inmiddels "European Premiere Cup" geheten) werd deze Europese beker door Sparks Haarlem gewonnen en in 2001, 2008,2010 en 2014 werd de Europa Cup II ("Cup winners cup", voor bekerwinnaars en/of runners-up) veroverd.